# 메리 맥카티
메리 맥카티(Mary McCarty, 1923년 9월 27일 ~ 1980년 4월 30일)는 미국의 연극 배우, 텔레비전 배우이다.
로스앤젤레스에서 사망하였다.

## 영화
- 닥터 게논 (1969년)
- 마이 식스 러브스 (1963년)
- 장난감 나라 (1961년)
- 필로우 토크 (1959년)
- 인 더 민타임, 다링 (1944년)